# 富山県道369号小野上渡線
富山県道369号小野上渡線（とやまけんどう369ごう このかみわたりせん）は、富山県高岡市内を通る一般県道（富山県道）である。

## 概要
- 起点：富山県高岡市福岡町小野47[1]（＝富山県道267号福岡宮島峡公園線交点）
- 終点：富山県高岡市上渡1192[1]（＝立野交差点・国道8号交点）

## 歴史
- 1973年（昭和48年）3月31日：路線認定[1]。

## 接続道路
- 富山県道267号福岡宮島峡公園線（高岡市福岡町小野：起点）
- 富山県道75号押水福岡線（高岡市福岡町五位・淵ヶ谷橋北詰）
- 富山県道75号押水福岡線（高岡市福岡町花尾）
- 富山県道32号小矢部伏木港線（高岡市石堤・石堤交差点）
- 富山県道32号小矢部伏木港線（高岡市福岡町赤丸・赤丸交差点）
- 国道8号（高岡市立野・立野交差点：終点）

## 重複区間
- 富山県道75号押水福岡線（高岡市福岡町五位・淵ヶ谷橋北詰 - 同市福岡町花尾）
- 富山県道32号小矢部伏木港線（高岡市石堤・石堤交差点 - 同市福岡町赤丸・赤丸交差点）

## 周辺
- 子撫川
- 淵ヶ谷公民館
- NTT西日本 五位山電話交換所
- 五位ダム
- 花尾カントリークラブ
- 三福化成
- 淺井神社
- テクノアソシエ
- 北海紙管
- 新日軽 北陸センター
- 小矢部川（五位橋で渡河）
- 能越自動車道
- 特別養護老人ホーム 香野苑
- 株式会社高畠